# Office des foires et expositions de Casablanca
 (février 2021).
Si vous disposez d'ouvrages ou d'articles de référence ou si vous connaissez des sites web de qualité traitant du thème abordé ici, merci de compléter l'article en donnant les références utiles à sa vérifiabilité et en les liant à la section « Notes et références ».
La Foire internationale de Casablanca (FIC) a été fondée en 1937 à Casablanca, sous forme d'une société privée anonyme dont le capital était de 4 millions de franc français et se basant à l'origine sur les installations du port de Casablanca, MAROC.
En date du 14 décembre 2017 et à la suite de la fusion de trois structures sous la tutelle du ministère de l’Industrie, est née l’AMDIE qui a pour mission, outre la promotion de l'investissement et des exportations, le développement des zones d’activité industrielle.
L’AMDIE concentre les missions du Centre marocain de promotion des exportations (CMPE-Maroc Export) l’AMDI (Agence marocaine de développement des investissements, et l'Office des foires et des expositions de Casablanca (OFEC), et ce conformément à la loi 60-16.
Le bâtiment de l'OFEC va devenir un centre de congrès et d'expositions.